# Sender Kronplatz
Der Sender Kronplatz ist ein Hauptsender der RAS und RAI. Diese Anlage steht auf dem Kronplatz in 2250 m s.l.m. Die Masthöhe beträgt 80 Meter. Die Anlage versorgt das Pustertal von Vintl bis nach Welsberg ebenso wie das Tauferer Tal. Sie wird von folgenden Betreibern mitbenutzt: RTL102,5, Radio 2000, Radio Holiday, Radio Maria, RGW, NBC, Mediaset, Timb, TCA, VB33, ReteA, DRC, Antea, Brennercom, Hydros, NGI, Stadtwerke, Tre, Tim, Vodafone, Wind und Zivilschutz. Dieser Sender deckt gemeinsam mit den Sendern Meransen, Sender Toblach und Sender Innichen das Pustertal ab.

## Sender

### UKW
- RAS Österreich 1 104,7 MHz
- RAS Ö3 100,7 MHz
- RAS ORF Radio Tirol 103,0 MHz
- Radio Holiday 104,3 MHz
- Radio Maria 89,8 MHz
- Radio 2000 102,3 MHz
- Rai Südtirol 97,2 MHz
- RTL 102,5 102,7 MHz

### DAB/DAB+
n DAB/DAB+ werden folgende Programme ausgestrahlt:
| Block              | Programme | ERP (in kW) | Antennen- diagramm rund (ND), gerichtet (D) | Gleichwellennetz (SFN) |
| ------------------ | --- | ----------- | ------------------------------------------- | --- |
| 10B RAS1-DAB       | - Rai Radio 1 TAA - Rai Radio 2 TAA - Rai Radio 3 - Rai Südtirol - Bayern 3 - BR-Klassik - BR24 - Deutschlandfunk Kultur - Die Maus - Radio Swiss Classic - Radio Swiss Pop | 0,5         | V                                           | - Südtirol: Aberstückl, Abtei, Antholz Mittertal, Barbian (Lajen), Brenner, Brixen (Plose), Eggental (Rauth), Enneberg, Franzensfeste (Mittewald), Freienfeld, Graun im Vinschgau, Grödnertal, Grödner Joch (Wolkenstein), Gsies, Hühnerspiel, Kardaun, Kastelruth, Kematen (Pfitscher Tal), Kronplatz, Kurzras, Lüsen (Oberhaus-Hof), Luttach, Mals, Melag (Pratzen), Meran (Mut), Meransen, Moos in Passeier, Mühlwald, Neumarkt (Laag), Obervinschgau, Pens (Hohe Scheibe), Pfelders (Passeiertal), Pfunders, Pragser Tal, Prettau, Proveis, Ratschings, Rein in Taufers, Ritten, Sarnthein, Schlinig, Seis (St. Konstantin), St. Gertraud, St. Leonhard in Passeier, St. Martin im Kofel, St. Pankraz, Sterzing (Rosskopf), Sulden, Toblach (Scheibeneck), Unser Frau in Schnals, Welschellen, Wengen - Trentino: Penegal, Paganella |
| 10C DABMEDIA       | - Radio 2000 - 80 DAB - Radio Gherdëina Dolomites - Radio Edelweiss - Die Antenne - Radio Dolomiti - Radio Grüne Welle - Radio Sacra Famiglia - Radio Tirol (Südtirol) - Radio Maria Südtirol - Südtirol 1 - ERF Südtirol - StadtRadio Meran - Radio Holiday - Radio Italia Anni 60                    | 0,5         | V                                           | - Südtirol: Aberstückl, Abtei, Antholz Mittertal, Barbian (Lajen), Brenner, Brixen (Plose), Enneberg, Franzensfeste (Mittewald), Freienfeld, Graun im Vinschgau, Grödnertal, Grödner Joch (Wolkenstein), Gsies, Hühnerspiel, Kardaun, Kastelruth, Kematen (Pfitscher Tal), Kronplatz, Kurzras, Lüsen (Oberhaus-Hof), Luttach, Mals, Melag (Pratzen), Meran (Mut), Meransen, Moos in Passeier, Mühlwald, Neumarkt, Obervinschgau, Pens (Hohe Scheibe), Pfelders (Passeiertal), Pfunders, Pragser Tal, Prettau, Proveis, Ratschings, Rein in Taufers, Ritten, Sarnthein, Schlinig, Seis (St. Konstantin), St. Gertraud, St. Leonhard in Passeier, St. Martin im Kofel, St. Pankraz, Sterzing (Rosskopf), Sulden, Toblach (Scheibeneck), Unser Frau in Schnals, Welschellen, Wengen - Trentino: Penegal, Paganella                          |
| 10D RAS2-DAB       | - Ö1 - ORF Tirol - Ö3 - FM4 - Bayern 1 OBB - Bayern 2 - BR Heimat - Deutschlandfunk Nova - Radio Rumantsch - Rete Due - Radio Swiss Jazz | 0,5         | V                                           | - Südtirol: Aberstückl, Abtei, Antholz Mittertal, Barbian (Lajen), Brenner, Brixen (Plose), Eggental (Rauth), Enneberg, Franzensfeste (Mittewald), Freienfeld, Graun im Vinschgau, Grödnertal, Grödner Joch (Wolkenstein), Gsies, Hühnerspiel, Kardaun, Kastelruth, Kematen (Pfitscher Tal), Kronplatz, Kurzras, Lüsen (Oberhaus-Hof), Luttach, Mals, Melag (Pratzen), Meran (Mut), Meransen, Moos in Passeier, Mühlwald, Neumarkt (Laag), Obervinschgau, Pens (Hohe Scheibe), Pfelders (Passeiertal), Pfunders, Pragser Tal, Prettau, Proveis, Ratschings, Rein in Taufers, Ritten, Sarnthein, Schlinig, Seis (St. Konstantin), St. Gertraud, St. Leonhard in Passeier, St. Martin im Kofel, St. Pankraz, Sterzing (Rosskopf), Sulden, Toblach (Scheibeneck), Unser Frau in Schnals, Welschellen, Wengen - Trentino: Penegal, Paganella |
| 12A EuroDab Italia | - RVaticana Ita + - RTL 102.5 - Radio Italia SMI - Radio Libertà - RadioFreccia - RTL 102.5 news - RTL 102.5 r&j - RTL 102.5 best - RadioZeta - KISSKISS - RTL 102.5 b&s - RadioItaliaTrend - RMC - Virgin Radio - SUBASIO XL - RTL 102.5 napulè - RTL 102.5 doc - inBlu 2000 - 105 - BBC WorldService | 0,2         | V                                           | - Südtirol: Barbian (Lajen), Brixen (Plose), Freienfeld, Kronplatz, Meran (Mut), Toblach (Scheibeneck) - Trentino: Penegal, Riva del Garda (Monte Brione), Rovereto (Monte Finochio), Paganella |
| 12C DAB Italia     | - Radio Radicale - RR News - R101 - Deejay - Capital - Capital Funky - Deejay 30 Songs - M DUE O - M DUE O DANCE - Radio 24 - *RDS* - *RDS* Relax - Radio Maria - RMALB.IA - Radio 24 +1 - SERIE A con RDS - 105 DAB - ACI Radio                                                                       | 0,4         | V                                           | - Südtirol: Toblach (Scheibeneck), Kronplatz, Obervinschgau (Montoni), Grödner Joch (Wolkenstein) - Sondrio: Valdisotto (Madonna di Oga), San Giacomo Filippo (Cigolino), Albosaggia (Frazione Moia) |

### DVB-T
- Boing, Cartoonito, ClassTv, Coming Soon Television, QVC, TOPCrime, Mediaset Italia Due, Mediaset Extra Diese Programme werden auf Kanal 36 H ausgestrahlt.
- DEEJAY TV, cielo, RadioItaliaTV, LaEFFE, FOCUS, Winga TV, Radio Deejay, Radio Capital, Radio M2o, Radio Maria, R Italia SMI Diese Programme werden auf Kanal 44 H ausgestrahlt.
- DEEJAY TV+1, m2o Tv, Onda Latina, ALL Channel, CineMax Television, Lottomatica, Radio Capital TiVú	Diese Programme werden auf Kanal 33 H ausgestrahlt.
- Disney Channel, Premium, Fox Sports Diese Programme werden auf Kanal 50 H ausgestrahlt.
- Easy Kids, Alice, Marcopolo, Leonardo, iLIKE.TV, Sender 259, Super!, Padre Pio TV Diese Programme werden auf Kanal 55 H ausgestrahlt.
- Giallo, RTL 102.5 TV, HSE 24, Real Time, Entertainment Fact, DMAX, RTL 102.5 Diese Programme werden auf Kanal  47 H ausgestrahlt.
- LA3, Rete4 HD, Italia1 HD Diese Programme werden auf Kanal  37 H ausgestrahlt.
- ORF1 HD, ORF2 HD, Das Erste HD	 Diese Programme werden auf Kanal 59 H ausgestrahlt.
- ORF1, ORF2, ORFIII, Das Erste, ZDF, 3sat Diese Programme werden auf Kanal 34 H	ausgestrahlt.
- Premium Calcio HD, Premium Cinema HD, Premium Play HD Diese Programme werden auf Kanal 56 H ausgestrahlt.
- Premium, Canale 5 HD Dieses Programm wird auf Kanal 52 H ausgestrahlt.
- Rai 1, Rai 2, Rai 3 TGR Alto Adige, Rai News, RAI 3 Südtirol, Rai Radio 1, Rai Radio 2, Rai Radio 3, Rai Südtirol  Diese Programme werden auf Kanal  22 H ausgestrahlt.
- Rete 4, Canale 5, Italia 1, La 5, TGCOM 24, Iris Diese Programme werden auf Kanal 49 H ausgestrahlt.
- Rete4 HD, Canale5 HD, Italia1 HD Diese Programme werden auf Kanal 38 H	ausgestrahlt.
- SRF1 HD, SRF2 HD, ZDF HD Diese Programme werden auf Kanal 27 H	ausgestrahlt.
- SRF1, SRFzwei, BR, Kika, arte, RSI La1	Fernsehen Diese Programme werden auf Kanal 51 H ausgestrahlt.
- TCA Trentino TV, TCA Alto Adige TV, TCA TNN, TCA TML, TCA Shop in TV, TCA in Trentino, TCA Suedtirol TV, Radio Latte Miele Diese Programme werden auf Kanal 31 H ausgestrahlt.
- VERO CAPRI, VERO, MTV Music, La 7, Frisbee, MTV, La 7D	Fernsehen Diese Programme werden auf Kanal  48 H ausgestrahlt.
- Videobolzano 33, SDF Südtirol Digital, Alto Adige TV, Südtirol 24 Tv, GOLD TV ITALIA, Südtirol Info Diese Programme werden auf Kanal 29 H ausgestrahlt.